# Louise van Wied
Louise von Wied. Vorstin en dichteres is een dichtbundel van Luise zu Wied.

## Geschiedenis
De dichteres werd geboren als Maria Luise Wilhelmine Gräfin von Sayn-Wittgenstein-Berleburg (1747-1823) en werd na haar huwelijk met Friedrich Karl (sinds 1791: 2e vorst) zu Wied-Neuwied (1741-1809) bekend als Luise zu Wied. Zij schreef tijdens haar leven gedichten, waaronder gelegenheidsgedichten. Gezien haar status werden er daar niet veel van gepubliceerd, dan wel anoniem waardoor het auteurschap niet meer te achterhalen valt. Sommige gedichten werden echter verspreid gepubliceerd en na haar dood werd daarvan in 1828 een bloemlezing uitgegeven door dr. Johann Gottlob Bernstein: Aus dem Nachlasse der Fürstin Luise zu Wied die werd opgedragen aan haar zoon Johann August Karl Fürst zu Wied (1779-1836).
In 1872 verscheen een Nederlandse vertaling van enkele van haar gedichten, voorafgegaan door een "Levensberigt en karakterschets" die ook grotendeels aan de uitgave van Bernstein is ontleend. De uitgave zal mede zijn ingegeven door het huwelijk van de Nederlandse prinses Marie van Oranje-Nassau (1841-1910) in 1871 met Willem Adolf van Wied (1845-1907), de 5e vorst van Wied en achterkleinzoon van de dichteres, waaraan in de inleiding wordt gerefereerd. De vertaling en de inleiding waren van de Blokzijlse burgemeester Johannes Egbertus Slingervoet Ramondt (1842-1884).

### Uitgave
De uitgave werd gebonden in een roodlinnen bandje dat blind gestempeld is met de titel "Louise vorstin van Wied" op het vooromslag in goud. Tegenover de titelpagina is een ovaal portret van haar geplakt. De uitgave werd, zo meldt ze, "niet in den handel" gebracht, zal dus vermoedelijk een kleine oplage gekend hebben, en werd gedrukt te Zwolle.